# Các cơ sở Công giáo mà Nhà nước Việt Nam đã chuyển quyền sử dụng
Danh sách này không đầy đủ, bạn cũng có thể giúp mở rộng danh sách.
Các cơ sở Công giáo mà Nhà nước Việt Nam đã chuyển quyền sử dụng là những bất động sản thuộc sở hữu (một phần hoặc toàn phần) của Công giáo tại Việt Nam mà Nhà nước Cộng hòa Xã hội Chủ nghĩa Việt Nam đã trưng dụng sau đó cấp quyền sử dụng cho pháp nhân khác. 

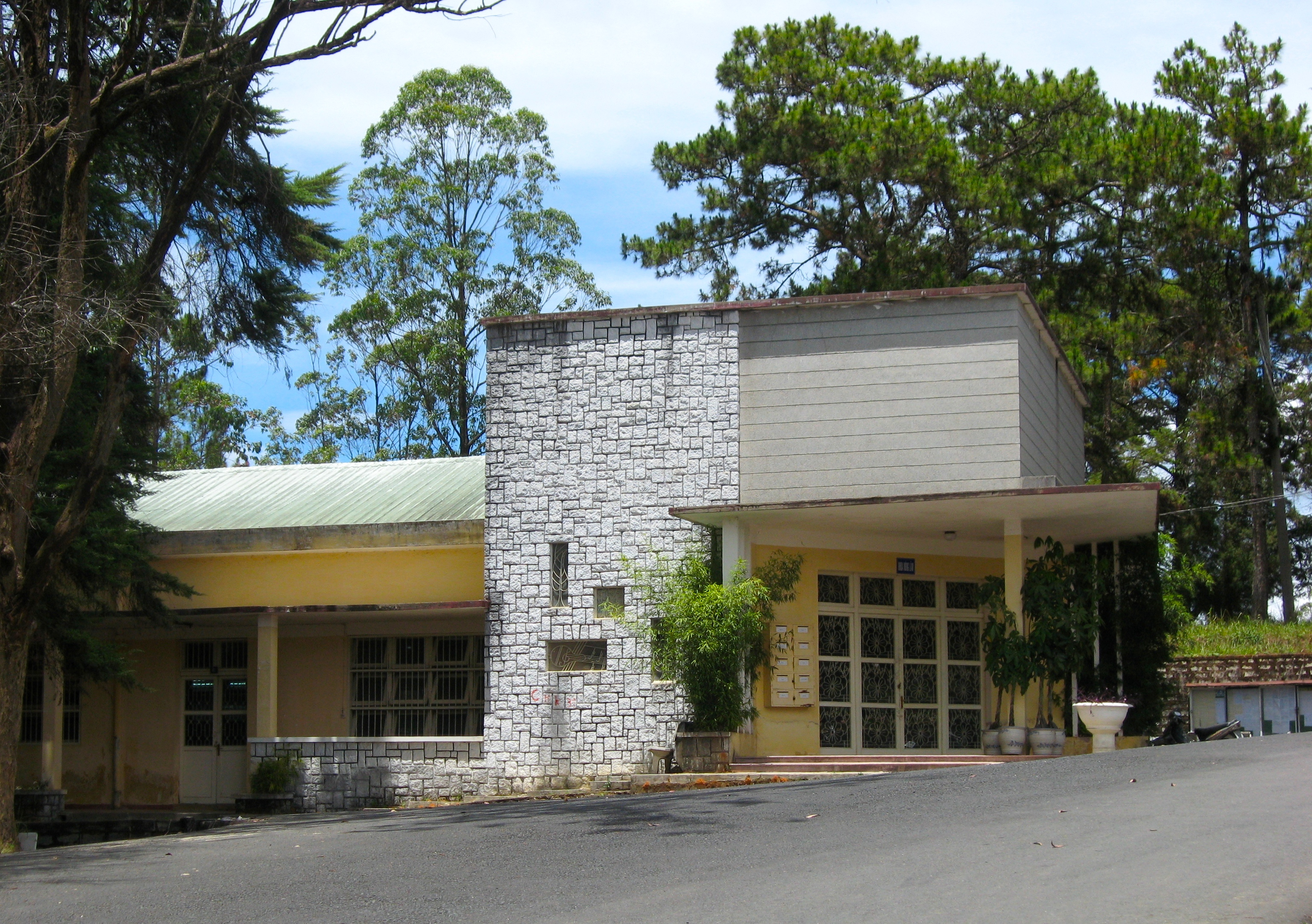
Một tòa nhà văn phòng trong khuôn viên Đại học Đà Lạt mang nét kiến trúc thập niên 1950-1960 của Viện Đại học Đà Lạt.

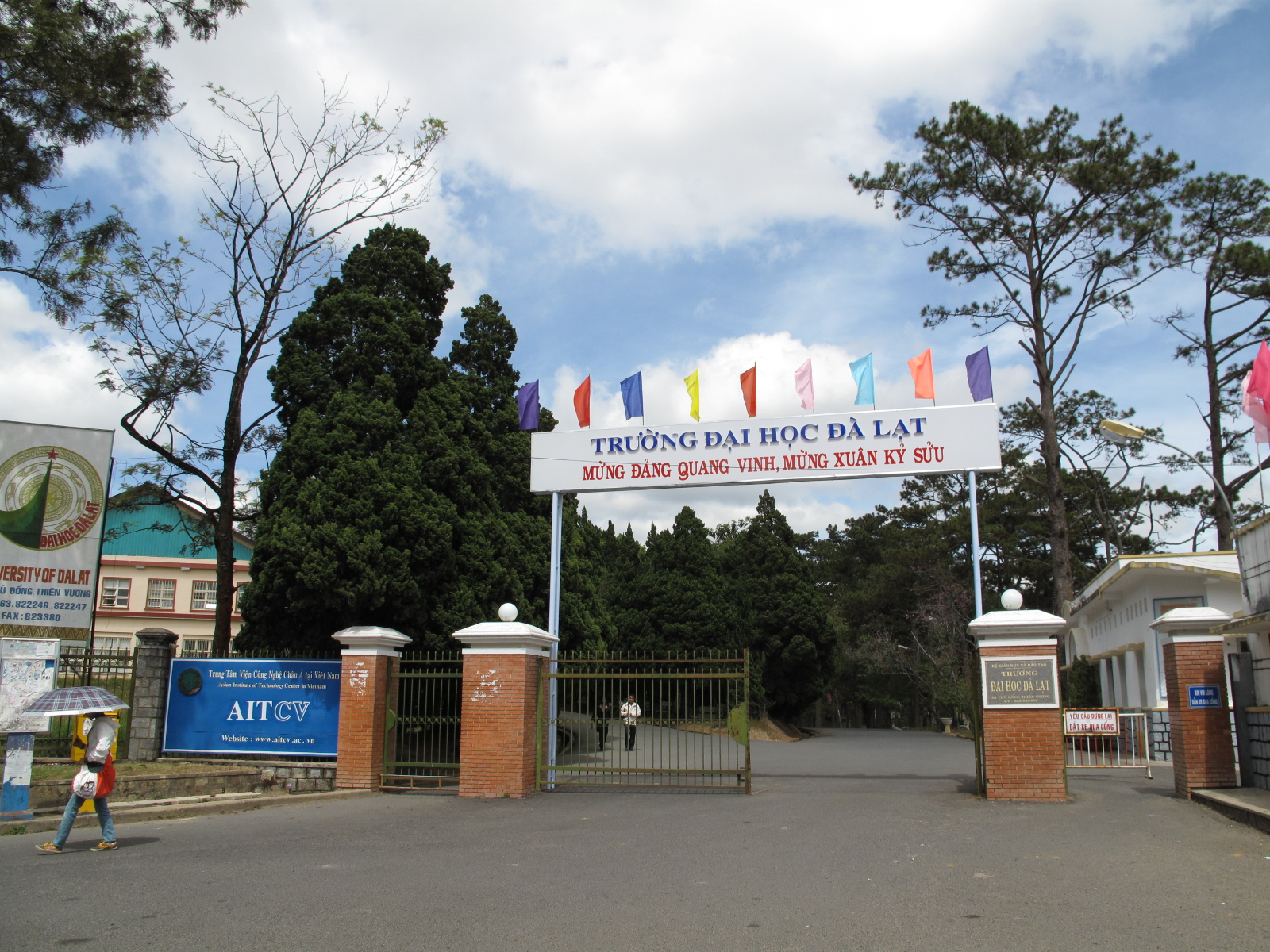
Trường Đại học Đà Lạt ngày nay

## Thống kê
Theo thống kê của phía Công giáo, vào năm 1969, Giáo hội Công giáo ở miền Nam Việt Nam đã sở hữu 226 trường trung học, 1030 trường tiểu học, cô nhi viện, 48 bệnh viện, 35 viện dưỡng lão, 8 trại phong cùi và 159 phòng phát thuốc. Hồng y Gioan Baotixita Phạm Minh Mẫn (Tổng Giám mục Thành phố Hồ Chí Minh) cho hãng thông tấn Fides biết sau 1975 thì chỉ riêng Giáo phận Sài Gòn bị mất 400 cơ sở; còn tòa tổng giáo phận Hà Nội nói rằng hiện có 95 cơ sở của tổng giáo phận Hà Nội nhà nước đang sử dụng.
Đây là danh sách chưa đầy đủ về các cơ sở Công giáo (bao gồm các cơ sở do Giáo quyền điều hành hoặc các tổ chức mang căn tính Công giáo điều hành) mà ngày nay nhà nước Cộng hòa Xã hội Chủ nghĩa Việt Nam đang sử dụng. Việc sử dụng này trên danh nghĩa trưng thu, trưng dụng, quản lý, tặng cho, hiến, mượn hoặc hai bên trao đổi, hiến sung công tùy sự cam kết (có văn bản hoặc không) theo chính sách cải tạo Xã hội Chủ nghĩa.
| Ngày nay | Trước đây                                                                              | Địa chỉ                                                     | Chú thích                   |
| Hà Nội |                                                                                        |                                                             |                             |
| Bệnh viện Đống Đa                                                                                              | Tu viện Dòng Chúa Cứu Thế, Thái Hà                                                     | 192 Nguyễn Lương Bằng, Quận Đống Đa                         | [ 3 ]                       |
| Bệnh viện Xanh Pôn (Khu điều trị mới)                                                                          | Tu viện kín Dòng Cát Minh (Camêlô)                                                     | 72 Nguyễn Thái Học                                          | [ 3 ] [ 4 ]                 |
| Bệnh viện Hữu nghị Việt Nam - Cu Ba                                                                            | Nữ tu viện và trường Sainte Marie Dòng thánh Phaolô                                    | 37 Hai Bà Trưng                                             | [ 3 ] [ 5 ]                 |
| Bệnh viện Lao và bệnh Phổi Trung ương Bộ Y tế                                                                  | Đại chủng viện Thánh Giuse Hà Nội Tổng giáo phận Hà Nội                                | 463 Hoàng Hoa Thám, Ba Đình                                 | [ 3 ]                       |
| Bệnh viện Việt-Đức Sở Y tế Hà Nội                                                                              | Bệnh viện Phủ Doãn Tổng Giáo phận Hà Nội                                               | 40 phố Tràng Thi                                            | [ 3 ]                       |
| Thư viện Quận Hoàn Kiếm, Vườn hoa Hàng Trống                                                                   | Tòa khâm sứ Hà Nội Tổng giáo phận Hà Nội                                               | 42 phố Nhà Chung, Q. Hoàn Kiếm                              | [ 6 ]                       |
| Trụ sở Ủy ban Nhân dân Quận Hà Đông                                                                            | Nhà xứ Giáo xứ Hà Đông Giáo xứ Hà Đông                                                 | 4 Hoàng Văn Thụ, Q. Hà Đông                                 | [ 7 ]                       |
| Trạm gác Lăng Hồ Chí Minh                                                                                      | Nhà thờ Thánh Đa Minh                                                                  | Ba Đình                                                     | [ 8 ]                       |
| Trường Tiểu học Tràng An                                                                                       | Trường Thánh Mẫu Dòng Mến Thánh Giá                                                    | 31 phố Nhà Chung                                            | [ 9 ]                       |
| Trường THPT Việt Đức                                                                                           | Trường Puginier Dòng La San                                                            | 47 Lý Thường Kiệt                                           | [ 10 ]                      |
| Thành phố Hồ Chí Minh                                                                                          |                                                                                        |                                                             |                             |
| Bệnh viện Đa khoa Thủ Đức                                                                                      | Nhà thương Thủ Đức Dòng Chúa Cứu Thế                                                   | Khu phố 1, phường Linh Trung, Thủ Đức                       | [ 11 ]                      |
| Khách sạn Caravelle Công ty Du lịch Sài Gòn (Saigontourist)                                                    | Khách sạn Caravelle Cổ đông lớn là Tổng Giáo phận Sài Gòn                              | 19-23 Công trường Lam Sơn, phường Bến Nghé, Q. 1            | [ 12 ]                      |
| Khu nhà tập thể Công ty Tư vấn Xây dựng Tổng hợp                                                               | Nhà khách linh mục Tổng Giáo phận Sài Gòn                                              | 11 Nguyễn Du, Quận 1                                        | [ 8 ] [ 13 ]                |
| Thương xá TAX Tổng Công ty Thương mại Sài Gòn (SATRA)                                                          | Thương xá Tax Cổ đông lớn là Tổng Giáo phận Sài Gòn                                    | 33 Lê Lợi, Quận 1                                           | [ 12 ]                      |
| Trung tâm Bồi dưỡng Cán bộ Thành phố Hồ Chí Minh                                                               | Trường La San Đức Minh (Michel) Dòng La san                                            | sau Nhà thờ Tân Định                                        | [ 14 ]                      |
| Trung học Phổ thông Chuyên Trần Đại Nghĩa                                                                      | Trường Trung học Lasan Taberd Dòng La San                                              | 20 Lý Tự Trọng, phường Bến Nghé, Quận 1                     | [ 15 ]                      |
| Trường Trung học phổ thông Gia Định Sở Giáo dục và Đào tạo Thành phố Hồ Chí Minh                               | Trường Trung học Tư thục Nguyễn Duy Khang Giáo xứ Nguyễn Duy Khang                     | 195/29 Xô Viết Nghệ Tĩnh, phường 17, quận Bình Thạnh        | [ 16 ]                      |
| Trường Tiểu học Hồng Hà Sở Giáo dục và Đào tạo Thành phố Hồ Chí Minh                                           | Trường Trung học Saint Paul Dòng Thánh Phaolô Sài Gòn                                  | Đường Xô Viết Nghệ Tĩnh, phường 17, quận Bình Thạnh         | [ 17 ]                      |
| Trường Mầm non Sở Giáo dục và Đào tạo Thành phố Hồ Chí Minh                                                    | Trường Tiểu học Saint Paul Dòng Thánh Phaolô Sài Gòn                                   | Đường Xô Viết Nghệ Tĩnh, phường 17, quận Bình Thạnh         | [ 17 ]                      |
| Trường Trung học Cơ sở Hai Bà Trưng                                                                            | Trường Thiên Phước Dòng Thánh Phaolô                                                   | 295 Hai Bà Trưng, P8, Quận 3                                | [ 18 ]                      |
| Trường Trung học Phổ thông Bùi Thị Xuân                                                                        | Trường Trung học Nguyễn Bá Tòng Giáo xứ Chợ Đũi                                        | 73-75 đường Bùi Thị Xuân, Quận 1                            | [ 19 ]                      |
| Trường Đại học Luật Thành phố Hồ Chí Minh Cơ sở 2                                                              | Nhà thờ Kitô Vua Giáo xứ Bình Triệu                                                    | 123 Quốc lộ 13 - phường Hiệp Bình Chánh - Thành phố Thủ Đức | [ 20 ] [ 21 ]               |
| Trường Cao đẳng Công nghệ Thủ Đức                                                                              | Trường Trung học La San Mossard Dòng La San                                            | 53 Võ Văn Ngân - Thành phố Thủ Đức                          | [ 22 ]                      |
| Trường Tiểu học Trần Bình Trọng                                                                                | Trường Tiểu học Chí Thiện Giáo xứ Chợ Quán                                             | 120 Trần Bình Trọng, Quận 5                                 | [ 23 ]                      |
| Viện dưỡng lão Thị Nghè Cục phòng chống tệ nạn xã hội Sở Lao động, Thương binh và Xã hội Thành phố Hồ Chí Minh | Tu viện Dòng Thánh Phaolô thành Chartres                                               | đường Xô Viết Nghệ Tĩnh, Q.Bình Thạnh                       | [ 24 ] [ 25 ]               |
| Trường Tiểu học Trần Minh Quyền                                                                                | Trường trung học Sao Mai Dòng Kitô Vua                                                 | 391 Nam Kỳ Khởi Nghĩa, Phường 7, Quận 3                     | [ 26 ]                      |
| Trường Mầm Non Quận 3                                                                                          | Tu viện Hội Nữ tử Bác ái Vinh Sơn                                                      | 32bis Nguyễn Thị Diệu, Quận 3                               | [ 27 ] [ 28 ]               |
| Trường đại học Công nghiệp TP.HCM                                                                              | Trường Huấn Nghiệp Gò Vấp Trường Trung học Kỹ thuật Don Bosco Dòng Salêdiêng Don Bosco | Số 12 Nguyễn Văn Bảo, P.4, Q.Gò Vấp                         | [ 29 ]                      |
| Trường Trung học cơ sở Lê Lợi                                                                                  | Trường Trung học La San Hiền Vương Dòng La San                                         | Lý Chính Thắng, quận 3                                      | [ 30 ]                      |
| Trường Trung học cơ sở Lam Sơn                                                                                 | Trường Tiểu học tư thục Thánh Mẫu Dòng Thánh Phaolô                                    | 280 Bùi Hữu Nghĩa, P.2, Quận Bình Thạnh                     | [ 31 ]                      |
| Trường Tiểu học Trần Văn Đang                                                                                  | Trường tiểu học An Phú Giáo xứ An Phú                                                  |                                                             | [ 32 ] [ 33 ]               |
| Trường Trung học Phổ thông Nguyễn Khuyến                                                                       | Trường học Giáo xứ Đồng Tiến                                                           | 50 Thành Thái, Quận 10                                      | [ 34 ]                      |
| Học viện Cán bộ Thành phố Hồ Chí Minh - Cơ sở 3                                                                | Trường La San Đức Minh Dòng La San                                                     | 146 Võ Thị Sáu, Quận 3                                      | [ 35 ]                      |
| Trường Trung học cơ sở Lê Lợi                                                                                  | Trường La San Hiền Vương Dòng La San                                                   | 282 Võ Thị Sáu, Quận 3                                      |                             |
| Trường Tiểu học Âu Dương Lân                                                                                   | Trường La San Chánh Hưng Dòng La San                                                   | 79 Âu Dương Lân, Quận 8                                     |                             |
| Trường Cao đẳng Công nghệ Thủ Đức                                                                              | Trường La San Thủ Đức Dòng La San                                                      | 43 Hoàng Diệu, Thành phố Thủ Đức                            |                             |
| Trường Trung học cơ sở Âu Lạc                                                                                  | Trường học Tư thục An Lạc Giáo xứ An Lạc                                               | Hẻm 686 Cách mạng tháng Tám, P.5, Q.Tân Bình,               | [ 36 ]                      |
| Xí nghiệp in Lê Quang Lộc Báo Tuổi Trẻ                                                                         | Trung tâm Đắc Lộ Dòng Tên                                                              | 161 Lý Chính Thắng, Quận 3                                  | [ 37 ]                      |
| Cần thơ |                                                                                        |                                                             |                             |
| Trường Cao đẳng Sư phạm Cần Thơ                                                                                | Trường Taberd Cần Thơ Dòng La San                                                      | Số 209 đường 30/4, thành phố Cần Thơ                        | [ 38 ]                      |
| Lâm Đồng |                                                                                        |                                                             |                             |
| Viện Sinh học Tây Nguyên                                                                                       | Tu viện Dòng Chúa Cứu Thế, Đà Lạt                                                      | 12 đường Trần Phú                                           | [ 39 ]                      |
| Trường Phổ thông Dân tộc Nội trú Lâm Đồng Sở Giáo dục và Đào tạo tỉnh Lâm Đồng                                 | Trường nữ tu Couvent des Oiseaux Trường Đức Bà Lâm Viên (Notre Dame du Langbian)       | 7 đường Trần Phú                                            | [ 40 ]                      |
| Trung tâm đào tạo viện hạt nhân                                                                                | Giáo hoàng Học viện Thánh Piô X Đà Lạt                                                 | 1 đường Yersin                                              | [ 41 ]                      |
| Trụ sở Sở Giáo dục và Đào tạo tỉnh Lâm Đồng                                                                    | Trường d'Adran Đà Lạt Dòng La San                                                      | 29 đường Yersin                                             | [ 40 ]                      |
| Trường Trung học cơ sở Quang Trung                                                                             | Trường Trung học Trí Đức Giáo xứ chính tòa Đà Lạt                                      |                                                             | [ 40 ] [ 42 ]               |
| Trường Kinh tế - Kỹ thuật Lâm Đồng                                                                             | Trường Kỹ thuật La San Dòng La San                                                     |                                                             | [ 40 ] [ 43 ]               |
| Khu Vật Lý trị liệu Bệnh viện Y học Dân tộc Lâm Đồng                                                           | Học viện Thánh Giuse Dòng Tên                                                          | số 9 đường Cô Giang                                         | [ 44 ] [ 45 ]               |
| Công ty cổ phần Chăn nuôi gà Đà Lạt                                                                            | Trại gà Scala Tỉnh Dòng Chúa Cứu Thế Việt Nam                                          | 2 đường Huyền Trân Công Chúa                                | [ 39 ]                      |
| Trường Trung học phổ thông Đống Đa                                                                             | Trường Trung học Minh Đức Tỉnh Dòng Chúa Cứu Thế Việt Nam                              |                                                             | [ 39 ]                      |
| Trường Đại học Đà Lạt                                                                                          | Viện Đại học Đà Lạt Hội đồng Giám mục Việt Nam                                         | 1 đường Phù Đổng Thiên Vương                                | [ 46 ] [ 47 ]               |
| Thừa Thiên-Huế                                                                                                 |                                                                                        |                                                             |                             |
| Trường Tiểu học Loan Lý                                                                                        | Trường học mục vụ Giáo xứ Loan Lý                                                      | Thị trấn Lăng Cô, huyện Phú Lộc                             | [ 48 ]                      |
| Trường Trung học phổ thông Nguyễn Trường Tộ                                                                    | Trường Jeanne-d’Arc                                                                    |                                                             |                             |
| Trường Trung học Cơ sở Nguyễn Chí Diễu                                                                         | Chủng viện Hoan Thiện Tổng Giáo phận Huế                                               | 11 Đống Đa                                                  | [ 49 ] [ 50 ]               |
| Đại học Khoa học                                                                                               | Trường Thiên Hựu (Institut de la Providence)                                           |                                                             |                             |
| Học viện Âm nhạc Huế                                                                                           | Trường Trung học Pellerin                                                              |                                                             |                             |
| Khánh Hòa |                                                                                        |                                                             |                             |
| Trường Cao đẳng Văn hoá, Nghệ thuật và Du lịch Nha Trang                                                       | Đại chủng viện Sao Biển (cơ sở cũ) Giáo phận Nha Trang                                 | 53 Phạm Văn Đồng, Nha Trang                                 | [ 51 ] [ 52 ]               |
| Nhà Thiếu nhi Khánh Hòa                                                                                        | Chủng viện Lâm Bích Giáo phận Nha Trang                                                | 62 Thái Nguyên                                              |                             |
| Trường Đại học Nha Trang                                                                                       | Tu viện Dòng La San Nha Trang Dòng La San                                              | 2 đường Nguyễn Đình Chiểu                                   | [ 53 ]                      |
| Khách sạn Hải Yến                                                                                              | Tu viện Dòng Chúa Cứu Thế Nha Trang Dòng Chúa Cứu Thế                                  | 40 Trần Phú                                                 | [ 54 ]                      |
| Trường trung học cơ sở Võ Thị Sáu                                                                              | Trường học Giáo xứ Thánh Gia Dòng Thánh Giuse                                          | 10 Đường Võ Thị Sáu, Phường Phước Long, Nha Trang           | [ 55 ] [ 56 ] [ 57 ]        |
| Bình Thuận |                                                                                        |                                                             |                             |
| Khách sạn Novotel                                                                                              | Nhà thờ Giáo xứ Vinh Thủy                                                              | 1 Tôn Đức Thắng, P.Bình Hưng                                | [ 58 ]                      |
| Vĩnh Long |                                                                                        |                                                             |                             |
| Trung tâm văn hoá Thanh thiếu niên tỉnh Vĩnh Long                                                              | Đại chủng viện Vĩnh Long Giáo phận Vĩnh Long                                           | số 75 Nguyễn Huệ, Phường 2                                  | [ 59 ] [ 60 ]               |
| Đường Lê Lai                                                                                                   | Nhà thờ, nhà xứ Chính Toà cũ Giáo phận Vĩnh Long                                       | Đường Lê Lai                                                | [ 59 ]                      |
| Quảng trường Vĩnh Long                                                                                         | Trường Nguyễn Trường Tộ, Tu Viện và Cô nhi viện Dòng Thánh Phaolô                      | 1 Đường Tô Thị Huỳnh                                        | [ 59 ] [ 61 ]               |
| Khách sạn Sài Gòn - Vĩnh Long                                                                                  | Tu viện Dòng Thánh Phaolô thành Chartres                                               | 3 Tô Thị Huỳnh                                              | [ 61 ] [ 62 ] [ 63 ] [ 64 ] |
| Trường Trung học Phổ thông Vĩnh Long                                                                           | Thánh Giá Học viện Giáo phận Vĩnh Long                                                 | Đường Phạm Thái Bường                                       | [ 59 ]                      |
| Trường Cao đẳng Cộng đồng Vĩnh Long                                                                            | Trung tâm Nông thôn Phaolô VI Giáo phận Vĩnh Long                                      | Đường Triệu Việt Vương                                      | [ 59 ]                      |
| Tỉnh ủy Vĩnh Long                                                                                              | Trung tâm Hướng nghiệp Phụ nữ hoàn lương Giáo phận Vĩnh Long                           |                                                             | [ 59 ]                      |
| Chi cục Dự trữ Nhà nước tại Vĩnh Long                                                                          | Tu viện Kitô Vua Giáo phận Vĩnh Long                                                   | Quốc lộ 1                                                   | [ 59 ]                      |
| Xí nghiệp Tôm Đông lạnh                                                                                        | Tu viện Dòng Chúa Cứu Thế Vĩnh Long Dòng Chúa Cứu Thế                                  | Đường Lưu Văn Liệt                                          | [ 59 ]                      |
| Công viên thành phố Vĩnh Long                                                                                  | Nghĩa trang Công giáo Giáo phận Vĩnh Long                                              | Đường Nguyễn Thị Minh Khai                                  | [ 59 ]                      |
| Ủy ban Nhân dân xã Mỹ Thuận                                                                                    | Nền Nhà thờ Trà Kiết (cũ) Giáo phận Vĩnh Long                                          |                                                             | [ 65 ]                      |
| Sóc Trăng |                                                                                        |                                                             |                             |
| Di tích lịch sử Trường Taberd Sở Văn hóa, Thể thao và Du lịch Sóc Trăng                                        | Trường Taberd Sóc Trăng Dòng La San                                                    |                                                             | [ 66 ]                      |
| Trường Tiểu học, Trung học cơ sở và Trung học phổ thông iSchool Sóc Trăng                                      | Trường Trung học La San Khánh Hưng Dòng La San                                         | 19 Tôn Đức Thắng, Phường 6, Tp. Sóc Trăng, Sóc Trăng        |                             |
| Khách sạn Sài Gòn - Vĩnh Long                                                                                  | Tu viện Dòng Thánh Phaolô thành Chartres                                               | 3 Tô Thị Huỳnh                                              | [ 67 ]                      |
| Nam Định |                                                                                        |                                                             |                             |
| Trường THPT Nguyễn Khuyến                                                                                      | Trường Sư phạm thánh Tôma Dòng La San                                                  | 3 Nguyễn Du, Tp. Nam Định                                   |                             |
| Trường tiểu học Nguyễn Văn Cừ                                                                                  | Giáo hoàng Chủng viện thánh Albertô Cả Liên giáo phận, Dòng Đa Minh                    | 27/88 Nguyễn Du, Tp. Nam Định                               |                             |
| Bình Định |                                                                                        |                                                             |                             |
| Bệnh viện Đa khoa Khu vực Bồng Sơn                                                                             | Tất cả cơ sở Nhà thờ Giáo xứ Hội Đức Giáo xứ Hội Đức                                   | 202 Quang Trung, Bồng Sơn, huyện Hoài Nhơn                  | [ 70 ]                      |
| Trường Đại học Quy Nhơn                                                                                        | Đại chủng viện Qui Nhơn Giáo phận Qui Nhơn                                             | 170 An Dương Vương, TP. Quy Nhơn                            | [ 71 ]                      |
| Quảng Nam |                                                                                        |                                                             |                             |
| Trường Trung học cơ sở Quế Trung                                                                               | Trường học Giáo xứ Trung Phước Giáo xứ Trung Phước                                     |                                                             | [ 72 ]                      |
| Phú Yên |                                                                                        |                                                             |                             |
| Trung tâm giáo dục thường xuyên tỉnh Phú Yên                                                                   | Trường học tư thục Đặng Đức Tuấn Giáo xứ Tuy Hòa                                       | 114 Lê Trung Kiên, phường 2, TP.Tuy Hòa                     | [ 73 ]                      |
| Bạc Liêu |                                                                                        |                                                             |                             |
| Trường Mầm non Hoa Mai                                                                                         | Nhà thờ Đức Mẹ Hồn Xác Lên Trời Giáo phận Cần Thơ                                      | 22 Trần Phú, Bạc Liêu                                       | [ 8 ] [ 74 ]                |
| Tây Ninh |                                                                                        |                                                             |                             |
| Trường Mẫu giáo (đã trả lại cho Giáo xứ)                                                                       | Trường Mẫu giáo Giáo xứ Tây Ninh                                                       | đường 30/4, phường 2, TP.Tây Ninh                           | [ 75 ]                      |
| Đồng Nai |                                                                                        |                                                             |                             |
| Trường THPT Trấn Biên - TP Biên Hoà                                                                            | Trường Trung-Tiểu học Vinh Sang                                                        | Tam Hoà, Thành phố Biên Hòa, Đồng Nai                       |                             |
| Bệnh viện Đa khoa khu vực Thống Nhất                                                                           | Bệnh viện Thánh Tâm (Nhà thương Đức Mẹ chỉ bảo đàng lành) Giáo xứ Thánh Tâm            | Tân Biên, Biên Hòa                                          | [ 76 ] [ 77 ]               |
| Trường THPT Nguyễn Trãi - TP Biên Hoà                                                                          | Đất nhà dòng Đa Minh Thánh Tâm (Chân Lý)                                               | Khu phố 9, phường Tân Biên Tp Biên Hòa                      |                             |